# Deinotherium
Deinotherium is een geslacht van uitgestorven slurfdieren, waaronder de tegenwoordig levende olifanten. Het leefde in een groot deel van de Oude Wereld vanaf het begin van het Mioceen tot het Onder-Pleistoceen, 22 tot 1 miljoen jaar geleden, en was een zeer succesvolle vroege vertegenwoordiger van slurfdieren. Vooral latere vormen behoorden tot de grootste landzoogdieren van hun tijd. Deinotherium werd gekenmerkt door de neerwaartse slagtanden van de onderkaak en een structuur van de achtertanden, die het duidelijk scheidt van latere vormen van slurven en het geslacht verwijst naar de oorspronkelijke vormen van slurven. Vanwege de structuur van de kiezen wordt uitgegaan van een overheersend dieet van zachte planten. Volgens anatomische bevindingen had Deinotherium ook een romp, waarvan de lengte en het uiterlijk nog steeds onderwerp van discussie zijn. De systematische toewijzing van kleine vertegenwoordigers, van wie sommigen prodeinotheriums worden genoemd, is ook onduidelijk.
Dit dier leefde in Eurazië en Afrika. De typesoort is Deinotherium giganteum uit Europa. Deze werd in 1828 beschreven door Johann Jakob Kaup aan de hand van een nagenoeg volledige linkeronderkaak, gevonden bij Eppelsheim. In 1836 werd daar een volledige schedel opgegraven. Deinotherium indicum is een Aziatische soort en Deinotherium bozasi een Afrikaanse.

## Beschrijving
Deinotherium vertegenwoordigde een middelgroot tot zeer groot slurfdier. Terwijl vroege vormen, waarvan sommige zijn toegewezen aan het niet algemeen erkende geslacht Prodeinotherium, nog steeds een relatief kleine groei hadden en schouderhoogten bereikten tussen tweehonderd en tweehonderdvijftig centimeter, behoorden late vertegenwoordigers van het geslacht Deinotherium met 3,6 tot gedeeltelijk meer dan vier meter schouderhoogte tot de grootste landzoogdieren van hun tijd. Dit blijkt ook uit het gewicht, dat goed was voor de grootste vertegenwoordigers. Over het algemeen werd dit slurfdier gekenmerkt door een olifantachtige skeletstructuur met zuilvormige, maar vrij slanke ledematen, met de voorpoten langer dan de achterpoten. Zowel de hand- als voetbotten vertoonden een korte en brede vorm vergelijkbaar met een olifant. Bovendien was de lengte van de cervicale wervels niet zoveel verminderd dat Deinotherium een langere nek had dan de huidige olifanten.

### Schedel
De schedel was erg langwerpig en bereikte een lengte van tachtig tot negentig centimeter voor kleinere soorten en honderdtwintig tot honderddertig centimeter voor de grotere vertegenwoordigers. Het platte voorhoofd was erg origineel, wat erg deed denken aan de oudere slurfdiervormen en was aanzienlijk hoger bij latere Proboscidea. Hiervoor hadden de schedelbotten de met lucht gevulde ruimtes die typerend zijn voor slurfdieren om het gewicht van de kop te verminderen, wat een van de eerste bewijzen in deze volgorde is. Opmerkelijk is ook het prominente intermaxillaire bot. De onderkaak was zeer solide en langwerpig. Het had een typische neerwaartse symfyse, waarop ook de longblaasjes voor de slagtanden waren gevestigd.

### Gebit
Ook kenmerkend was de gebitstructuur, die in het algemeen werd gekenmerkt door een vermindering van het aantal tanden, met name de snijtanden, de hoektand en de premolaren per kaakvertakking. De tandformule voor het permanente gebit is daarom 0.2.2.31.0.2.3. De afzonderlijke kiezen waren duidelijk laagkronig (brachyodont) en bestonden uit verschillende scherpe randen of jukken (lofodont). Deze scherpe jukken bereikten tijdens het kauwen de 'dwarsvallei' van de tegenoverliggende tand en verpletterden zo het voedsel. De eerste kies had drie liezen (trilofodont), terwijl de resterende tanden er slechts twee hadden (bilofodont). Het tandglazuur was bijzonder dik, soms meer dan vijf millimeter. Alle tanden van het permanente gebit waren tegelijkertijd in werking, d.w.z. Deinotherium vertoonde nog steeds de verticale tandverandering die typerend is voor de andere zoogdieren. Dit onderscheidt het duidelijk van de latere slurfdieren en hedendaagse olifanten, die een horizontale verandering van tanden hebben, waarbij een nieuwe tand alleen uit de achterkant van de kaak wordt geduwd wanneer de voorkant grotendeels versleten is.

### Slagtanden

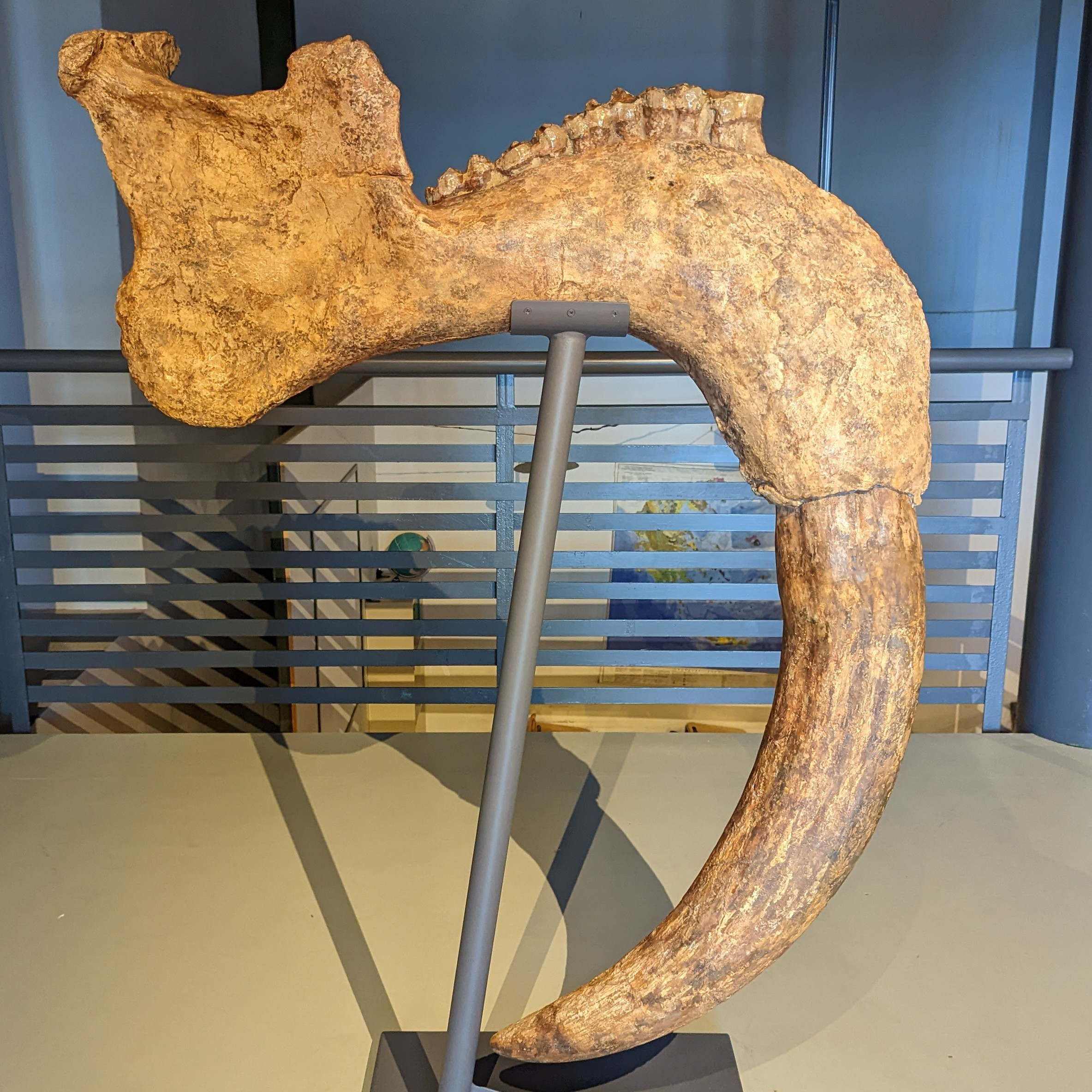
Een kaak van een Deinotherium Proavum in NHMC
Vindplaats: Sitia op Kreta

Een van de meest opvallende kenmerken van deze slurfdier-vertegenwoordiger waren de slagtanden in de onderkaak, die een naar beneden gebogen vorm hadden, waarbij de uiteinden van deze tanden soms bijna verticaal waren. Bij de grotere soorten Deinotherium was de kromming echter ook meer uitgesproken en de uiteinden waren naar achteren gericht. De Duitse term 'Hauerelefant' is daarom afgeleid van deze vorm van slagtanden. De slagtanden werden gevormd uit de eerste snijtand. Ze bereikten een lengte van honderdveertig centimeter, waarvan sommige zich nog in de longblaasjes bevonden en werden enigszins zijdelings samengedrukt, zodat ze een ovale dwarsdoorsnede hadden. De grootte van de dwarsdoorsnede varieerde en was tussen dertien en zeventien centimeter bij grote dieren. De bovenste slagtanden, die zowel in de huidige olifanten als in talloze fossiele slurfdiervormen (mammoeten, gomphotheriden) bijzonder gevormd waren en zijn, ontbraken. De slagtanden werden vermoedelijk gebruikt om planten uit te graven.

## Fossiele overgeleverde kennis
Fossiele vondsten van Deinotherium zijn overgeleverd uit grote delen van de Oude Wereld. Ze komen veel voor in Zuidoost-Europa, waar minstens tachtig locaties met overblijfselen van Deinotherium bekend zijn, waarvan er ongeveer veertig alleen in Bulgarije zijn. Driekwart van al deze fossiele afzettingen bevatte de overblijfselen van grote vertegenwoordigers. Van uitzonderlijk belang is een bijna volledig skelet van een zeer grote Deinotherium, dat werd gevonden in Eserowo in de buurt van Plovdiv en nu te zien is in het Natural Science Museum in Sofia. Een relatief late vondst komt uit Aksakovo bij Varna. Een ander, grotendeels volledig bewaard gebleven skelet van Deinotherium werd in 1894 ontdekt door paleontoloog Grigoriu Ștefănescu in de buurt van de stad Mânzați in het district Vaslui en werd door hem beschreven als Deinotherium gigantissimum, een soortnaam die nu ongeldig is. Dit skelet is vandaag met een gereconstrueerde grootte van vierhonderdvijftig centimeter in het natuurhistorisch museum Grigore Antipa in Boekarest. In Griekenland zijn deze slurfdieren nog steeds gedocumenteerd op bijna een dozijn locaties, hoewel ook hier de Deinotherium overheersten.
Een bijna volledig skelet opgegraven op Siteia op Kreta was een van de grootste vertegenwoordigers van het geslacht Deinotherium met een schouderhoogte van vierhonderddertig centimeter en maakt vandaag deel uit van de tentoonstelling in het Natural History Museum van Kreta in Iraklion. In het noordelijke deel van de Zwarte Zee werd in Obuhovka nabij Rostov aan de Don (Rusland) in het begin van de jaren 1980 een grotendeels volledig skelet van een eveneens zeer grote Deinotherium ontdekt. Andere belangrijke vondsten komen uit Hongarije, Portugal, Spanje, Frankrijk en Georgië. Bovendien is Deinotherium ook bekend uit Turkije, het Arabische schiereiland en het Indisch subcontinent, terwijl de meest oostelijke locaties zich in Oost-Azië bevinden. In Afrika zijn de vondsten grotendeels geconcentreerd in de oostelijke (Kenia, Tanzania, Oeganda, Ethiopië) en de noordelijke (Tunesië, Libië) continentale gebieden. De vondsten bevatten meestal tanden, schedels zijn zeldzaam en komen uit Djebeltenten in Libië voor kleinere vormen en van Koobi Fora voor grotere vormen. De meest recente Deinotherium-vondsten in Afrika werden ook ontdekt. Ze kwamen aan het licht in Kenia en dateren uit het Oude Pleistoceen.
Er zijn ook tal van vondsten van Deinotherium in Midden-Europa. In Duitsland zijn overblijfselen vooral bekend uit de zuidelijke delen van het land en komen ze uit het dinothermische zand van het Mainz-bekken in Rheinhessen of uit de bovenste zoetwatermolasse van de uitlopers van de Alpen. Tot nu toe zijn ze op meer dan dertig locaties gedocumenteerd. Vooral het stroomgebied van Mainz bevatte een groot aantal vondsten. Alleen al hier werden meer dan 750 tandvondsten geborgen, wat ongeveer zestien procent van het tot nu toe wereldwijd bekende vondstmateriaal omvat. De vondsten verspreiden zich over een periode van 17 tot 6 miljoen jaar, die het grootste deel van het Mioceen in beslag neemt. Een van de belangrijkste locaties hier is de zandbak van Eppelsheim (Rijnland-Palts), waar zowel grote als kleine vertegenwoordigers zijn gedocumenteerd. De complete Deinotheriumschedel die hier in 1835 werd ontdekt, had een significante invloed op het begrip van deze slurfdieren.
Een andere belangrijke plaats is Sprendlingen, ook Rijnland-Palts, waar honderdnegen bijna niet verweerde tanden vandaan komen. Geassocieerde skeletelementen en skeletten zijn ook ontdekt in het Molassebekken Een zeer uitgebreid skelet, dat tot een kleine vorm behoort, komt uit Langenau in de buurt van Ulm (Baden-Württemberg) en wordt vandaag tentoongesteld in het Staatsmuseum voor natuurgeschiedenis in Stuttgart. Het skelet van Unterzolling (Beieren) vertegenwoordigt ook een kleine soort. Deinotherium wordt ook vaak gevonden in Oostenrijk. Een gedeeltelijk skelet met een middelgrote vorm is bekend uit Gratkorn (Stiermarken). Het niet volgroeide, maar waarschijnlijk seksueel volwassen dier woog tijdens zijn leven ongeveer zes ton. Skeletresten met een goed bewaarde onderkaak komen nog steeds uit Kettlasbrunn in de buurt van Wilfersdorf (Neder-Oostenrijk). Van de Tsjechische Františkovy Lázně is er ook een goed bewaard gebleven skelet van een kleinere vorm.

## Paleobiologie
Bij afwezigheid van organische fossiele conservering zijn verdere uitspraken over het uiterlijk van Deinotherium moeilijk. De lengte en het uiterlijk van het slurfdier veroorzaken problemen. De vorm en grootte van het neusgat, evenals de grootte van het aangepaste foramen infraorbitale en het uitstekende neusgat (naris) als bevestigingspunten spreken voor de aanwezigheid van een slurf. De gedeeltelijk bijna horizontale positie van het dorsale bot op de bovenkant van de schedel weerlegt morfologisch de constructie dat deze romp, die alleen beschikbaar was als spierbuis, de lengte van die van de olifanten van vandaag bereikte. Daarom werd zo'n olifantachtige slurf relatief vroeg in twijfel getrokken. Om deze reden reconstrueren sommige onderzoekers een nogal tapirachtige korte slurf. Omdat vooral late vertegenwoordigers van Deinotherium erg groot waren en een lange nek hadden, zelfs in vergelijking met de huidige olifanten, hadden ze een relatief korte nek, dus de romp moet minstens zo lang zijn geweest dat de dieren het broodnodige drinkwater konden bereiken wanneer het hoofd werd neergelaten. Door de structuur van de symfyse van de onderkaak wordt bovendien aangenomen dat Deinotherium een bijzonder uitgesproken onderlip had.
Zowel de lichaamsbouw, met name de lange, slanke benen en de meer mobiele kop vanwege de iets langere nek, evenals de bitstructuur onderscheiden Deinotherium als bewoners van bossen en uiterwaardenbossen. In het bijzonder zijn de lage kroonhoogte van de tanden en hun structuur van puntige braamachtige dwarsstroken met duidelijk diepere groeven daartussen typisch voor dieren die de voorkeur geven aan zacht plantaardig voedsel, dat ze alleen verpletteren in het gebit. Bladeren, twijgen en schors waren beschikbaar als voedselbronnen (browsen). Isotopenstudies op tandglazuur bevestigden deze veronderstelling. De late soorten Deinotherium hebben mogelijk in meer open gebieden of in parklandschappen geleefd vanwege de afkoeling van het klimaat, wat ook hun enorme toename in omvang zou verklaren.
De functie van de naar beneden gebogen slagtanden is al lang besproken. Oorspronkelijk ging men uit van een semi-aquatische manier van leven. De slagtanden moeten dienen als graafgereedschap in moerassige bossen. Gezien de grootte van de dieren en de relatief korte nek, zou een knielende positie moeten worden aangenomen. De slagtanden hadden waarschijnlijk een functie bij het voeren. Als bladeters gaven ze de voorkeur aan struiken en boomtoppen als voedselbronnen. Vermoedelijk werden takjes en takken opgetrokken of vastgehouden met de slagtanden en vervolgens afgebroken en geconsumeerd met de stam. Bovendien vertonen sommige slagtanden tekenen van slijtage of zelfs schade. Deze slijtage kan worden toegeschreven aan het pellen van boomschors, terwijl de schade waarschijnlijk verband houdt met het splijten of ontwortelen van bomen, vergelijkbaar met het geval met de olifanten van vandaag. Het gebruik van de slagtanden in het seksuele of dominante gevecht kan worden uitgesloten vanwege de vorm.

## Onderzoeksgeschiedenis
De eerste vondsten van Deinotherium werden waarschijnlijk in het begin van de 17e eeuw in de buurt van Lyon (Frankrijk) gedaan en later naar het Muséum national d'histoire naturelle in Parijs gebracht. Daar werd ze in 1715 onderzocht door de Franse natuuronderzoeker René-Antoine Ferchault de Réaumur (1683–1757), maar kon het niet toewijzen aan een bij hem bekende diersoort. De Franse paleontoloog voor gewervelde dieren Georges Cuvier geloofde aanvankelijk dat hij de overblijfselen van een gigantische tapir voor zich had toen vondsten van gigantische kiezen aan hem werden gepresenteerd in de vroege 19e eeuw. De naam Tapirus gigantesque, die hij in 1822 introduceerde, was gebaseerd op deze opvatting. Johann Jakob Kaup van het Groothertogelijk Museum in Darmstadt was de eerste die in 1829 een onderkaak met slagtanden reconstrueerde en het nieuwe geslacht de naam Deinotherium gaf. Pas na het vinden van de schedel van Eppelsheim besefte Kaup dat de slagtanden in het levende dier niet naar boven waren gebogen, maar net als Hauer naar beneden. De naam Deinotherium bestaat uit de Griekse woorden δεινός (deinos, horror) en θηρίον (thērion, dier), terwijl dino de gelatiniseerde versie van deinos vertegenwoordigt. Voor de kleinere en deels historisch oudere vorm, werd het taxon Prodinotherium oorspronkelijk opgericht door J. Éhik in 1930 op basis van vondsten van Kotyháza en Királd (beide Hongaren), maar de originele vondsten zijn vernietigd. De term prodeinotherium werd voor het eerst gebruikt in 1973 door J. M. Harris.

## Classificatie
Deinotherium is een geslacht in de orde van proboscidea, waarbinnen het behoort tot de familie van Deinotheriidae. Deze familie omvat een zeer vroege tak in de stamboom van de slurfdieren, die ongeveer 30 miljoen jaar geleden in het Oligoceen ontstond. Dit wordt vooral aangetoond door de verticale verandering van tanden, een kenmerk dat ze in de vroegste stralingsfase van de slurfdieren plaatst. Het is onduidelijk of Deinotherium moet worden opgenomen in de meest originele groep, de plesielephantiformes met twee emailstroken op de eerste twee kiezen (bilofodont), of de meer ontwikkelde elephantiformes met drie of vier strips (tri- of tetralofodont). Deinotherium had een trilofodonte eerste kies, terwijl de twee achterste kiezen bilofodont waren. De meer primitieve Chilgatherium, die ook tot de deinotheriën behoort, had drie stroken op elk van de drie achterste kiezen. De bilofodonte tweede kies van Deinotherium is misschien geen origineel maar een afgeleid kenmerk, dat een positie in de Elephantiformes zou ondersteunen.
Tot dusverre zijn ongeveer 30 soorten beschreven, waarvan de meeste niet geldig zijn omdat ze synoniemen van eerder genoemde vertegenwoordigers vertegenwoordigen. De geldigheid van de bestaande soort wordt vaak besproken, de volgende worden vaak als geldig beschouwd in de literatuur (uitgesplitst naar regio):
- Europese soorten:
  - D. giganteum Johann Jakob Kaup, 1829
  - D. levius Claude Jourdan, 1861
  - D. proavum Karl Eduard Eichwald, 1835
  - D. (Prodeinotherium) bavaricum Hermann von Meyer, 1831
  - D. (Prodeinotherium) cuvieri Johann Jakob Kaup, 1832
- Afrikaanse soorten:
  - D. bozasi Camille Arambourg, 1947
  - D. (Prodeinotherium) hobleyi Charles William Andrews, 1911
- Aziatische soorten:
  - D. indicum Hugh Falconer, 1868
  - D. (Prodeinotherium) pentapotamiae Hugh Falconer, 1868
  - D. (Prodeinotherium) sinense (Qiu Zhan-Xiang, Wang Ban-Yue, Li Hong, Deng Tao & Sun Yan, 2007)

Vooral in Europa zijn in de loop van de onderzoeksgeschiedenis talloze synoniemen ontstaan, waarvan sommige te wijten waren aan de grote variatie in de lichaamsgrootte van Deinotherium. D. gigantissimum en D. thraceiensis bijvoorbeeld hebben elk grotere individuen aangewezen in vergelijking met D. giganteum, maar volgens sommige onderzoekers hadden ze te weinig verschillende kenmerken om onafhankelijke soorten te vertegenwoordigen. Hetzelfde geldt voor kleinere vormen zoals D. intermedium of D. levius. Studies over tanden uit het hele ontdekkingsgebied van het geslacht, die aan het begin van de 21e eeuw werden uitgevoerd, onthulden ten minste vijf soorten voor Europa, die elkaar min of meer in de tijd volgden en voortdurend in omvang toenamen. D. levius vertegenwoordigt bijvoorbeeld een middelgrote vorm van het Midden-Mioceen, terwijl D. giganteum als een grote soort tot het uitgaande Mioceen behoort. D. proavum vertegenwoordigt op zijn beurt de grootste en laatste vertegenwoordigers, de getoonde taxa D. gigantissimum en D. thraceiensis moeten hier als synoniem worden beschouwd. Er is echter geen overeenstemming over de vraag of D. proavum of D. gigantissimum de voorkeur verdient, maar aangezien de naamgeving van D. proavum van tevoren is, zelfs toen Eichwald een vermeende tapir beschrijft, moet deze naam als de geldige worden beschouwd. Uit het onderzoek bleek verder dat de gigantische D. indicum slechts een paar verschillende tandkenmerken heeft ten opzichte van D. proavum vanwege vergelijkingen met gevonden materiaal uit Centraal-Azië en daarom specifiek zou zijn. Hetzelfde zou gelden voor de Afrikaanse vertegenwoordiger D. bozasi. Met deze benadering is het momenteel onduidelijk of twee soorten Deinotherium tegelijkertijd leefden, waarvoor verdere analyses moeten worden uitgevoerd. Een soort die in 2007 in China is ontdekt, vertoont een tussenpositie in grootte tussen de kleine en grote soorten Deinotherium, maar werd in de genoemde onderzoeken niet in overweging genomen.
In vergelijking met Deinotherium is de taxonomische onafhankelijkheid van Prodeinotherium een veelbesproken discussie onder experts. Het verschil tussen de twee vormen is voornamelijk de grootte van de dieren, de vorm van de derde premolaar, de vorm van de schedel en de structuur van het achterhoofdsbeen. Voor sommige onderzoekers lijken deze verschillen te klein voor de vorming van twee onafhankelijke geslachten, dat is de reden waarom I. Gräf in 1957 Prodeinotherium gelijkstelde met Deinotherium om redenen van prioriteit. Hoewel de classificatie Prodeinotherium opnieuw werd geïntroduceerd in 1973, is er nog geen overeenstemming bereikt over de systematische positie van dit geslacht. De verduidelijking van de tot nu toe onbekende oorsprong van de grote vormen van Deinotherium, of ze nu afzonderlijk in Afrika zijn ontstaan of continu uit de kleinere vormen zijn voortgekomen, kan helpen de kwestie van de onafhankelijkheid van beide geslachten op te lossen.

## Fylogenie
De afstamming van Deinotherium wordt gekenmerkt door een constante toename van de lichaamsgrootte, die tot het einde doorging. De eerste kleinere vertegenwoordigers, soms aangeduid als prodeinotheriums, verschenen bijna 22 miljoen jaar geleden in het vroege Mioceen. Het vroegste bewijs komt uit Kenia (Oost-Afrika). Deinotherium emigreerde meer dan 18 miljoen jaar geleden door de vorming van landbruggen van Afrika naar Eurazië (Proboscidea datumgebeurtenis: eerste migratie van de slurfdieren uit Afrika) en bereikte daarmee het Indiase subcontinent. Vroege vondsten door grote vertegenwoordigers van Deinotherium dateren uit het Midden Mioceen 15 miljoen jaar geleden uit Frankrijk, in Afrika zijn de oudste vondsten van grote dieren ongeveer 12 miljoen jaar oud en zijn ook gemeld uit Kenia. Deinotherium was gebruikelijk op alle drie continenten van de Oude Wereld, in tegenstelling tot andere stamdieren uit die tijd, het bereikte Amerika nooit.
Terwijl de kleine soorten Deinotherium tien miljoen jaar geleden waren verdwenen, overleefden de grote vertegenwoordigers in Azië tot laat Mioceen zeven miljoen jaar geleden, terwijl het in Europa pas in het late Plioceen uitstierf. Het uitsterven van Deinotherium hangt samen met de verslechtering van het klimaat bij de overgang van het Plioceen naar het Pleistoceen. Vanwege de toegenomen seizoensgebondenheid van het klimaat en de verspreiding van steppen, hebben deze slurfdieren mogelijk hun voedselbasis verloren. In Afrika leefde het tot het vroege Pleistoceen een miljoen jaar geleden.

## Media
Deinotherium komt voor in aflevering 4 van de BBC-serie Walking with Beasts en nog eens kort in Walking with Cavemen.